# Аруба на Летњим олимпијским играма 2024.
Аруба је учествовала на Летњим олимпијским играма 2024. у Паризу од 26. јула до 11. августа 2024. Ово је десети наступ нације на Летњим олимпијским играма.

## Учесници по спортовима
| Спорт      | Мушкарци | Жене | Укупно |
| ---------- | -------- | ---- | ------ |
| Бициклизам | 0        | 1    | 1      |
| Једрење    | 2        | 0    | 2      |
| Пливање    | 1        | 1    | 2      |
| Стрељаштво | 1        | 0    | 1      |
| 4 спорта   | 4        | 2    | 6      |